# Masurca

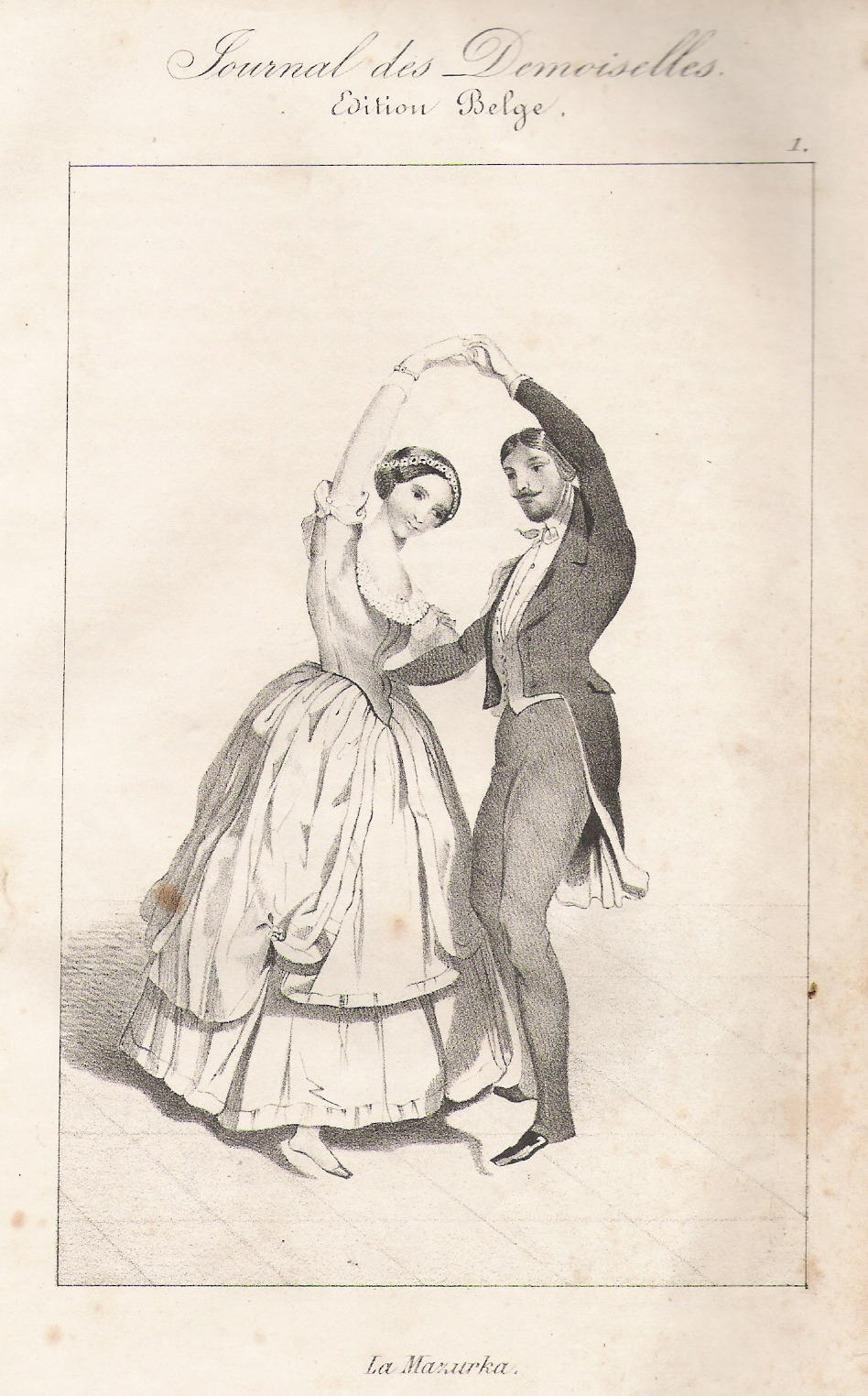
Il·lustració d'una parella ballant una masurca a la portada d'una publicació belga de l'any 1845.

La masurca és una dansa polonesa, de ritme ternari (3/4) i tempo no gaire ràpid, amb un accent en el segon temps -o en el tercer- de cada compàs.
Apareix en la regió de Masòvia vers el segle xvi, i acaba estenent-se per tot Polònia. Introduïda en la música de concert per Chopin, al final del segle xix arriba a competir internacionalment en popularitat amb el vals i la polca. La seva influència arriba a ritmes tan dispars com el maxixe brasiler o el vals vienès.

## Galeria multimèdia
| Opus 17, Núm. 4: Masurca Núm. 13, en A menor de Chopin  |
|                                                         |
| Dirigida per Donald Betts. Cortesia de Musopen          |
|                                                         |
| Opus 33, Núm. 3: Masurca Núm. 24, en D major, de Chopin |
|                                                         |
| dirigida per Robin Alciatore. Cortesia de Musopen       |
|                                                         |

| Opus 33, Núm. 3: Masurca Núm. 24, en D major, de Chopin |
|                                                         |
| dirigida per Lubka Kolessa                              |
|                                                         |
| Masurca de Claude Debussy                               |
|                                                         |
| Masurca de Claude Debussy                               |
|                                                         |